# Ponta do Sol (Madera)
Ponta do Sol – gmina (port. concelho) i miasteczko (port. vila) w Portugalii, w Regionie Autonomicznym Madera, zlokalizowana w południowej części wyspy Madera, nad Oceanem Atlantyckim. Według danych na 2013 r. gmina liczyła 4132 mieszkańców.

## Link zewnętrzny
- Archiwalna strona miasta